# Gefecht bei Saalfeld
Schleiz – Saalfeld – Jena und Auerstedt – Lübeck – Großpolen – Czarnowo – Golymin – Pułtusk – Dirschau –  Allenstein – Preußisch Eylau – Ostrolenka – Stolp – Danzig – Kolberg – Guttstadt –Heilsberg – Friedland
Im Gefecht von Saalfeld kämpfte am 10. Oktober 1806 in der Nähe von Saalfeld die preußisch-sächsische Armee gegen französische Truppen. Das Gefecht war Teil des 4. Koalitionskriegs (1806 bis 1807).

## Vorgeschichte
1805 hatte Preußen durch einen Bündnisvertrag mit Frankreich das von Frankreich besetzte Kurfürstentum Hannover zugesichert bekommen. Infolgedessen nahm Preußen das Gebiet in Besitz, was – wie von Napoleon insgeheim beabsichtigt – zu einer britischen Kriegserklärung gegenüber Preußen führte. In Verhandlungen bot Napoleon dann 1806 Großbritannien die Rückgabe des Kurfürstentums als Preis für einen Frieden an und trieb durch diese Treulosigkeit das isolierte Preußen zu einer Kriegserklärung an Frankreich (9. Oktober 1806). An der Seite Preußens beteiligten sich nur Sachsen und Sachsen-Weimar. Die Hoffnung auf eine Teilnahme des bereits mobilisierten Kurhessens erfüllte sich nicht. Russland sicherte Unterstützung zu.
Die preußisch-sächsische Armee marschierte am Rande des Thüringer Waldes auf. Napoleon zog seine Truppen am oberen Main im Raum Bamberg zusammen und stieß dann Anfang Oktober in mehreren Korpskolonnen über Hof längs der Saale rasch nach Norden vor.

## Aufstellung
Auf französischer Seite kämpften das Korps des Marschall Lannes, 23.000 Mann, bestehend aus den Divisionen Gazan und Suchet sowie der Kavalleriedivision Treilhard. Lannes hatte am 9. Oktober 1806 bei Gräfenthal gestanden. Die französische Führung, d. h. in erster Linie Napoleon selbst, wusste nicht, wo sich die preußische Hauptmacht befand.
An diesem 9. Oktober 1806 stand das Korps Hohenlohe, bestehend aus 19.000 Preußen (Divisionen Tauentzien und Grawert) sowie 20.000 Mann sächsischer Truppen (Division Zezschwitz), bei Mittelpöllnitz.
Eine Abteilung (Avantgarde) von 9.000 Preußen und Sachsen des Regiments „Kurfürst“ unter dem Kommando des Prinzen Louis Ferdinand sicherte in Rudolstadt den dortigen Saale-Übergang. Louis Ferdinand hatte den Befehl, bei einem feindlichen Angriff sich auf Orlamünde zurückzuziehen.
Am Mittag des 9. Oktober 1806 stießen unvermutet 7.000 Mann preußischer Truppen, die zum Korps Hohenlohe, Division Tauentzien, gehörten und ursprünglich bei Hof gestanden hatten, bei Schleiz auf das Korps des Marschalls Bernadotte. Sie verloren über 500 Mann an Toten, Verwundeten und Gefangenen und zogen sich nach kurzem Kampf in Richtung Mittelpöllnitz zurück, wo Hohenlohe stand. Der befahl angesichts des französischen Aufmarsches den Rückzug nach Kahla. Damit war die Sicherung des Saale-Übergangs bei Rudolstadt nicht mehr erforderlich. Louis Ferdinand erhielt erneut den Befehl, nicht über Rudolstadt hinauszugehen und sich im Bedarfsfall auf Orlamünde zurückzuziehen.

## Verlauf der Schlacht
Louis Ferdinand erhielt am 9. Oktober den Befehl, mit der Avantgarde bis Rudolstadt zu marschieren. Er schickte als seinen äußersten Vorposten das Bataillon Neidhardts von Gneisenau nach Saalfeld, der damals noch völlig unbekannt war. Er stand in der Nacht vom 9. auf den 10. Oktober 1806 auf Feldwache und erkannte an den Wachtfeuern der Franzosen, dass er bereits auf dem rechten Saaleufer, also links umgangen worden war.
Der preußische Vormarsch der Avantgarde auf dem linken Saaleufer über Rudolstadt hinaus nach Saalfeld auf Befehl Louis Ferdinands brachte seine Truppen in eine taktisch ungünstige Lage im engen Saaletal, während der Feind die beherrschenden Höhen innehatte. Er wollte den Angriff auf Gneisenau abwehren und zugleich den Saaleübergang bei Saalfeld decken. Dass der Feind bereits auf beiden Seiten der Saale stand, die Verteidigung der Brücke also unnötig war, konnte er nicht wissen. Man hatte ihn darüber zu informieren nicht für nötig gehalten, da er sich ja bei Angriffen von vornherein auf Orlamünde zurückziehen sollte.
Die Kämpfe begannen beim Hellwerden ca. 5:30 Uhr mit mehrstündigem Schützengefecht, dessen Hauptlast das Bataillon Gneisenau trug. Um 9:30 Uhr kam Louis Ferdinand persönlich nach Saalfeld und besprach sich mit Gneisenau. Er konnte nicht nur den französischen Angriff abwehren, sondern setzte sogar befehlswidrig zum Gegenstoß an. Erst ganz kurz zuvor hatte Marschall Lannes die preußische Abteilung bemerkt und konnte daher nur 14.000 Mann seines Korps ins Gefecht bringen. Beständige Frontalangriffe und von den Höhen her beschäftigten die Preußen und hielten sie fest, während zwei französische Regimenter die rechte Flanke der Preußen umgingen. Sachsen des Regiments „Kurfürst“ konnten zeitweise das Dorf Beulwitz im Nahkampf zurückerobern.
Prinz Louis Ferdinand befahl nun, d. h. gegen 14 Uhr, den Rückzug. Hierbei kam es auf preußischer Seite zu Unordnungen: Die preußische Reiterei versagte bei ihrer Aufgabe, den Rückzug zu decken und wich vor der französischen Kavallerie zurück. Die preußischen Batterien hatten Befehl erhalten, abzufahren; sie sahen, wie sich die französischen Reiter in bester Schussweite zur Attacke auf die Infanterie entfalteten; dennoch wurde nicht zum Feuern gehalten, sondern stur der Abfahrbefehl befolgt, mit dem Ergebnis, dass sich die Batterien in einem Hohlweg festfuhren. In der beginnenden Panik schien nur Gneisenau den Kopf nicht verloren zu haben. Louis Ferdinand persönlich befahl ihm, mit seinen Leuten die Kanonen aus dem Hohlweg zu ziehen. Dabei bekam Gneisenau einen Streifschuss am linken Bein und musste zurück.
Zwischen 15 und 16 Uhr sprengte dann französische Kavallerie das preußische Korps völlig auseinander. Die französische Umgehungskolonne drängte die Fliehenden vom Rückzugsweg ab, so dass die Preußen durch die Saale flüchten mussten und ihre gesamte Artillerie (39 Geschütze) verloren, dazu kamen 1.700 Tote und Verwundete. Die Franzosen hatten ca. 200 Mann an Toten oder Verwundeten zu beklagen. Prinz Louis Ferdinand fiel kurz vor 16 Uhr im Reitergefecht. Der Prinz wurde durch den französischen Unteroffizier Guindey vom 10. Husarenregiment getötet, dieser erhielt hierfür das Kreuz der Ehrenlegion. Napoleon bemerkte jedoch, dass ein gefangener Prinz besser gewesen wäre. In diesem Fall hätte er Guindey zum Offizier befördert.

## Folgen
Das Gefecht bei Saalfeld hatte auf die strategische Situation des Feldzugs keinen direkten Einfluss. Napoleon wusste weiterhin nicht, wo sich die preußische Hauptmacht befand.
Dagegen waren die moralischen Wirkungen des Gefechts auf preußischer Seite beträchtlich. In der Nacht vom 10. zum 11. Oktober 1806 brachen Unordnungen und Panikerscheinungen aus, vor allem in Jena. Sächsische und preußische Truppen des Korps Hohenlohe hielten sich gegenseitig für Franzosen und beschossen sich untereinander. Auf die (falsche) Nachricht vom Anmarsch der Franzosen warf die preußische Feldbäckerei den Teig für 60.000 Brote bei Jena in die Saale. In dem Durcheinander nach dem Gefecht von Saalfeld ging sogar die Eskorte für den preußischen König Friedrich Wilhelm III. (das Füsilierbataillon Pelet und drei Schwadronen brandenburgische Husaren) verloren. Erst im Laufe des 12./13. Oktober klang die Panik wieder ab.